# Кузянин, Андрей Юрьевич
Андре́й Ю́рьевич Кузя́нин (род. 23 августа 1960) — советский и российский легкоатлет, специалист по метанию диска. Выступал за сборные СССР, СНГ и России в 1980-х и 1990-х годах, многократный призёр первенств всесоюзного и всероссийского значения, участник Всемирной Универсиады в Загребе. Представлял Москву и физкультурно-спортивное общество Профсоюзов. Мастер спорта СССР международного класса.

## Биография
Андрей Кузянин родился 23 августа 1960 года. Занимался лёгкой атлетикой в Москве под руководством тренера А. А. Иванова, проходил подготовку в Экспериментальной школе высшего спортивного мастерства.
Впервые заявил о себе в августе 1986 года, когда на соревнованиях в Москве метнул диск на 64 метра ровно.
Будучи студентом, в 1987 году представлял Советский Союз на Всемирной Универсиаде в Загребе — в программе метания диска показал результат 59,98 метра, расположившись в итоговом протоколе соревнований на четвёртой строке.
В июле 1988 года на соревнованиях в Брянске установил свой личный рекорд в метании диска — 66,26 метра.
В 1989 году с результатом 63,22 одержал победу на зимнем чемпионате СССР по метаниям в Адлере.
В 1992 году с результатом 60,94 превзошёл всех соперников на открытом зимнем чемпионате СНГ по метаниям в Адлере.
После распада СССР Кузянин остался действующим спортсменом и продолжил принимать участие в различных всероссийских турнирах. Так, в 1997 году на открытом зимнем чемпионате России по длинным метаниям в Адлере он метнул диск на 57,10 метра и завоевал бронзовую награду.
В 1998 году в метании диска был пятым на открытом чемпионате Москвы, на Мемориале Куца в Москве и на чемпионате России в Москве.